# Sebastián Viera
Sebastián Viera, vollständiger Name Mario Sebastián Viera Galain, (* 7. März 1983 in Florida, Uruguay) ist ein ehemaliger uruguayischer Fußballspieler und heutiger -trainer.

## Karriere

### Verein
Der 1,82 Meter große Torwart Viera stand 2002 in Reihen des Zweitligisten Deportivo Colonia in Juan Lacaze, kam dort allerdings nicht in der Segunda División zum Einsatz. Von der Clausura 2003 bis in die Zwischensaison 2005 wird er als Spieler Nacional Montevideos in der Primera División geführt. In dieser Zwischensaison gewann Nacional die Uruguayische Meisterschaft. Bei den „Bolsos“ verblieb er auch bis in die Saison 2005/06, in der er 16-mal in der höchsten uruguayischen Spielklasse eingesetzt worden sein soll. Die diese Einsätze belegenden Quellen berichten jedoch auch davon, dass er in jener Spielzeit zum spanischen Erstligisten FC Villarreal wechselte und bis zum Saisonende 29 Erstligapartien absolvierte. In den Spielzeiten 2006/07 und 2007/08 folgten weitere 28 bzw. 18 Begegnungen der Primera División mit seiner Beteiligung. In der Saison 2008/09 wurde er nicht mehr in der Liga berücksichtigt. Sodann schloss er sich dem griechischen Verein AE Larisa an, für den er 2009/10 14 und 2010/11 weitere sechs Ligaspiele bestritt. In den ersten Januartagen 2011 wechselte er nach Kolumbien zu Atlético Junior. Dort gewann er mit dem Team 2011 die Clausura und 2015 die Copa Colombia. Bei den Kolumbianern kam Viera bislang (Stand: 13. Juli 2016) in 223 Ligaspielen (ein Tor), neun Begegnungen der Copa Libertadores, vier Spielen der Copa Sudamericana, 29 Partien der Copa Colombia und im Jahr 2012 in zwei Super-Cup-Spielen zum Einsatz.

### Nationalmannschaft
Viera nahm mit der uruguayischen U-20-Nationalmannschaft an der U-20-Südamerikameisterschaft 2003 teil. 2004 profitierte er von einer Verletzung Fabián Carinis und wurde für die uruguayische A-Nationalmannschaft in den Kader der Copa América 2004 berufen. Viera debütierte am 18. Juli 2004 unter Nationaltrainer Jorge Fossati beim 3:1-Sieg im Viertelfinale der Copa gegen Paraguay mit einem Startelfeinsatz im A-Nationalteam. Am Ende des Turniers belegte er mit der Mannschaft den dritten Platz. Bis zu seinem bislang letzten Einsatz am 6. Juni 2009 bestritt er 15 Länderspiele, bei denen er insgesamt 16 Gegentreffer hinnehmen musste.

### Erfolge
- Uruguayischer Meister: 2005
- Copa Colombia: 2015